# Métaboles
Métaboles est une œuvre pour orchestre d'Henri Dutilleux. Commandée au compositeur par le chef d'orchestre George Szell en 1959, à l'occasion du quarantième anniversaire de son orchestre, elle est composée en 1963-64, puis créée le 14 janvier 1965 par l'Orchestre de Cleveland, dirigé par le commanditaire George Szell. .

## Description de l'œuvre
Le terme de métabole est utilisé en rhétorique pour désigner la répétition d'une idée avec des mots et expressions différentes. Dans le lexique de la biologie, il désigne la  métamorphose, en général lente et progressive, d'un organisme vivant, par exemple celle d'une chenille se transformant en papillon . Dans son œuvre, Dutilleux présente ainsi, dans chacune des parties, qui s'enchaînent sans coupure, une ou plusieurs idées musicales à qui il fait subir des transformations successives, jusqu'à ce que l'idée devienne un motif de nature véritablement différente. Ce motif transformé devient alors l'idée directrice de la partie suivante, et le processus recommence. Les cinq parties de Métaboles donnent la primauté successivement aux bois, aux cordes, aux percussions, aux cuivres, et pour finir à l'ensemble des instruments présents. Dutilleux considère comme une exigence que ces cinq parties ne puissent pas être séparées et soient toujours jouées à la suite l'une de l'autre.
1. Incantatoire : le premier motif commence par un accord en forme d'appel martelé, un "accord-cloche" selon Angèle Leroy, puis se continue dans un court thème lent, autour d'une quarte augmentée, et en forme d'incantation ou de psalmodie. Cet accord-cloche revient régulièrement dans toute la première pièce, comme un refrain dans une forme rondo. Même si le motif donne une importance aux aigus, il parcourt tout l'espace de hauteur depuis le mi de la contrebasse jusqu'au mi du piccolo, il est transformé progressivement, par les trompettes puis par les cordes et il est accompagné d'ornements développés des flûtes, piccolos, hautbois, cor anglais, clarinettes, violons. Il revient à la fin clore la première partie [2].
2. Linéaire : la deuxième partie fait intervenir surtout les cordes, dans une polyphonie lente et majestueuse, accompagnant parfois un solo, et où les voix se divisent de plus en plus jusqu'à faire entendre 14 parties différentes, faisant ainsi apparaître des moments de tension. Dutilleux considérait cette partie comme étant un Lied.
3. Obsessionnel : la transition avec la troisième partie est réalisée avec un motif de douze sons en pizzicato aux contrebasses. Puis la troisième partie se déroule comme une sorte de Passacaille rapide, c'est-à-dire en faisant entendre un thème qui revient de manière obstinée. Cette fois ce sont les cuivres qui dominent.
4. Torpide : La quatrième pièce fait intervenir les percussions et s'organise autour d'un accord de six sons, répété de toutes les manières, instrumentation, disposition dans l'espace sonore. .
5. Flamboyant : la pièce finale est en forme de scherzo, rapide et puissant qui sollicite tout l'orchestre et reprend tous les éléments des parties précédentes[2],[3],[4].

## Style
Métaboles est considérée comme une œuvre pivot dans la carrière de Dutilleux, et selon le musicologue Jérémy Thurlow, ouvrirait même chez lui un nouveau chemin, une rencontre entre deux paradigmes, l'un caractéristique de l'inorganique (discontinuité, changement soudain) et l'autre, plus organique, montrant la fascination du compositeur pour les changements très gradués, les ressemblances, les souvenirs, les prémonitions .

La situation de Dutilleux face au dodécaphonisme présent à l'époque où il compose (celui de Pierre Boulez, par exemple) n'est pas facile à appréhender. Il est en effet considéré comme très indépendant vis-à-vis de ce mouvement. Cependant Métaboles montre une pensée dodécaphonique centrale et sophistiquée, et on y trouve les procédés les plus rigoureux que peut offrir cette technique de composition, au niveau des hauteurs, mais ayant aussi des implications dans l'harmonie .

## Instrumentation
- L'œuvre est jouée par deux piccolos, deux flûtes, trois hautbois, un cor anglais, deux clarinettes (en si bémol), une petite clarinette en mi bémol, une clarinette basse, trois bassons, un contrebasson, quatre cors, quatre trompettes, trois trombones, un tuba, une harpe, des cordes. Les percussions font intervenir trois percussionnistes, et comprennent quatre timbales, un xylophone et un Glockenspiel[2].
- Sa durée d'exécution est d'environ 17 minutes.

## Notoriété de l'œuvre
Ayant fait partie des collections Aristophil, le manuscrit autographe de Métaboles est classé trésor national par le ministère de la culture français, puis préempté par la Bibliothèque nationale de France lors d'une des ventes aux enchères de la société, le 20 juin 2018, pour la somme de 143 000 euros.